# Suicidal for Life
Suicidal for Life è il settimo album dei Suicidal Tendencies, pubblicato nel 1994 dall'etichetta discografica Epic Records per la Sony Music Inc.

È stato registrato agli Ocean Way Studios di Hollywood e agli studi Groove Masters di Santa Monica, prodotto da Paul Northfield e i Suicidal Tendencies, arrangiato e missato da Paul Northfield agli Skip Saylor Studios di Hollywood, mastering di Brian Gardner ai Bernie Grundman Mastering Studios.

## Tracce
1. Invocation (Mike Muir, Rocky George, Robert Trujillo) - 0:59
2. Don't Give a Fuck (Muir, Mike Clark) - 2:47
3. No Fuck'n Problem (Muir, Clark) - 3:31
4. Suicyco Muthafucka (Muir, Clark, George) - 4:28
5. Fucked up Just Right (Muir, Clark) - 4:58
6. No Bullshit (Muir, George) - 3:13
7. What Else Could I Do? (Muir, George, Trujillo, Clark) - 6:00
8. What You Need's a Friend (Muir, Clark, Trujillo, George) - 3:56
9. I Wouldn't Mind (Muir, Trujillo, Clark) - 4:23
10. Depression and Anguish (Muir, Clark) - 3:03
11. Evil (Muir, George) - 3:44
12. Love vs. Loneliness (Muir, Clark, George) - 6:57
13. Benediction (Muir, George, Trujillo) - 1:01
14. Two Worlds Collide - 3:37*

* = Bonus-track solo per il mercato giapponese, e B-side del singolo Love vs. Loneliness.

## Formazione
- Mike Muir - voce
- Rocky George - chitarra solista
- Mike Clark - chitarra ritmica
- Robert Trujillo - basso
- Jimmy DeGrasso - batteria